# Hillevi Martinpelto

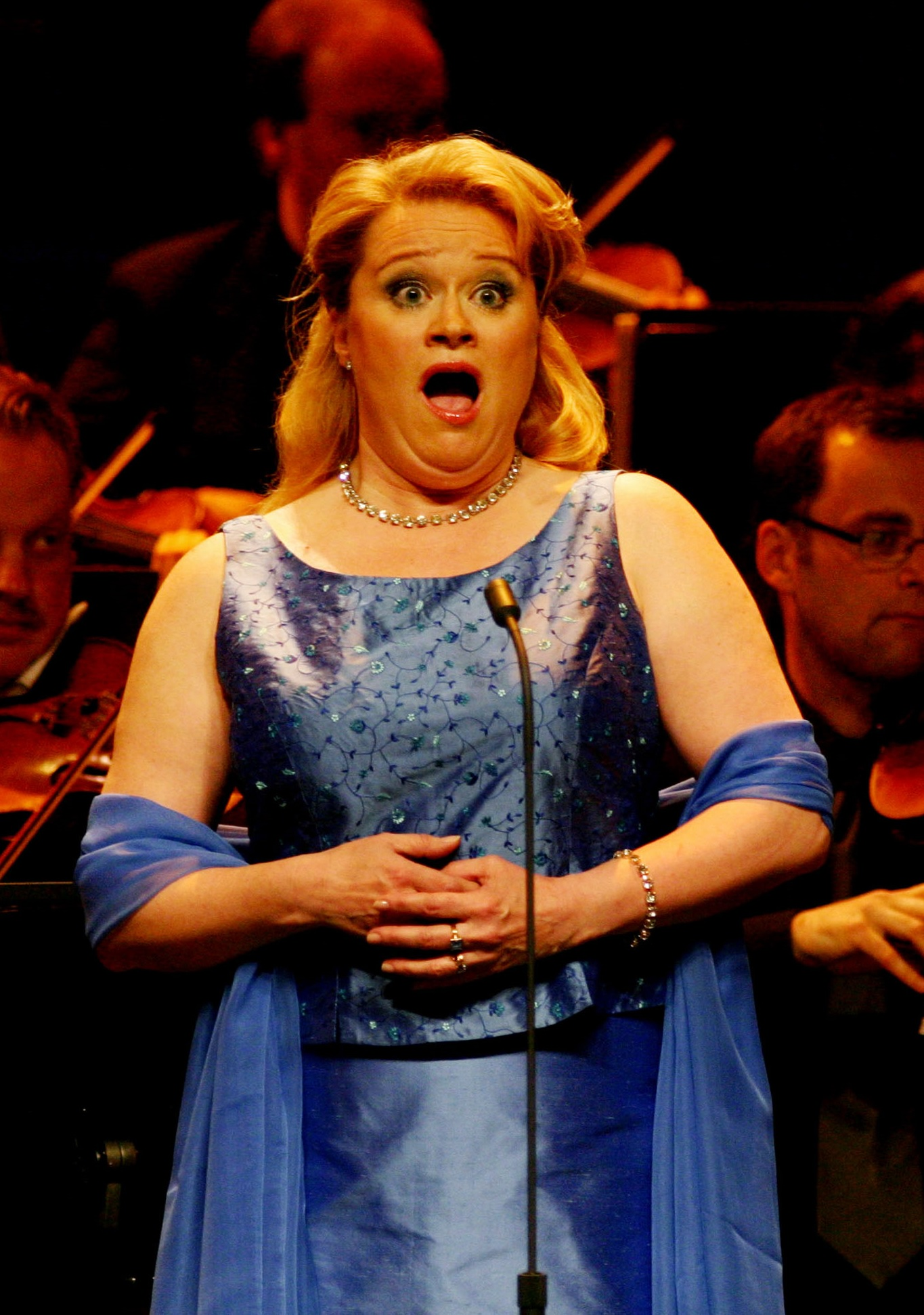

Hillevi Martinpelto (1958, Dalecarlia, Suecia) es una soprano sueca destacada intérprete del repertorio clásico y romántico.
Se graduó en la Stockholm Opera School en 1987 debutando ese año como Madama Butterfly en la ópera de Estocolmo, trabajando luego en el teatro de la corte de Drottningholm (Don Giovanni, Iphigenie in Aulis, Iphigenie auf Tauris) y en la Norrlands Operan en Umea.
Su carrera internacional la llevó a Berlín, Glyndebourne, Viena, Londres, Los Ángeles, Paris, New York, La Scala, Florencia, Ámsterdam, Ferrara, Ludwigsburg, Lisboa, Munich y Lille entre otras ciudades, en ópera y conciertos con Simon Rattle, Carlo Maria Giulini, Colin Davis, Kurt Masur y Zubin Mehta.
Sus principales personajes son la condesa Almaviva, Elettra, Donna Anna, Vitellia, Elisabeth, Elisabetta; Amelia, Desdemona, Mimi, Iphigenie y Fiordiligi.